# Parker Strip
Parker Strip és una concentració de població designada pel cens dels Estats Units a l'estat d'Arizona. Segons el cens del 2000 tenia 3.302 habitants.

## Demografia
Segons el cens del 2000, Parker Strip tenia 3.302 habitants, 1.589 habitatges, i 953 famílies La densitat de població era de 179,6 habitants/km².
Dels 1.589 habitatges en un 16,2% hi vivien nens de menys de 18 anys, en un 51% hi vivien parelles casades, en un 5% dones solteres, i en un 40% no eren unitats familiars. En el 31,4% dels habitatges hi vivien persones soles l'11,3% de les quals corresponia a persones de 65 anys o més que vivien soles. El nombre mitjà de persones vivint en cada habitatge era de 2,08 i el nombre mitjà de persones que vivien en cada família era de 2,57.
Per edats la població es repartia de la següent manera: un 16% tenia menys de 18 anys, un 4,9% entre 18 i 24, un 22,5% entre 25 i 44, un 34,3% de 45 a 60 i un 22,3% 65 anys o més.
L'edat mediana era de 50 anys. Per cada 100 dones de 18 o més anys hi havia 110,7 homes.
La renda mediana per habitatge era de 33.675 $ i la renda mediana per família de 38.139 $. Els homes tenien una renda mediana de 34.924 $ mentre que les dones 23.614 $. La renda per capita de la població era de 21.675 $. Aproximadament el 10,9% de les famílies i el 15,9% de la població estaven per davall del llindar de pobresa.

## Poblacions més properes
El següent diagrama mostra les poblacions més properes.